# Хімічно індукована електроннообмінна люмінесценція
Хімічно індукована електроннообмінна люмінесценція (англ. chemically induced electron exchange luminescence (CIEEL), рос. химически индуцированная электронная обменная люминесцеция) — тип люмінесценції (скорочено ХІЕОЛ), що виникає при термічних реакціях електронного переносу. Синонім — каталізована хемілюмінесценція. 